# Fanny Mendelssohn
Fanny Cäcilie Mendelssohn-Bartholdy, sposata Hensel (Amburgo, 14 novembre 1805 – Berlino, 14 maggio 1847), è stata una pianista e compositrice tedesca.
Fu nipote del filosofo Moses Mendelssohn e sorella del compositore Felix Mendelssohn; suo nipote fu il matematico Kurt Hensel, nato dall'unico figlio di lei, Sebastian.

## Biografia e produzione musicale
Fanny Mendelssohn nacque ad Amburgo, prima figlia del banchiere Abraham Mendelssohn (figlio del filosofo Moses Mendelssohn, che più tardi cambiò il nome della famiglia in Mendelssohn Bartholdy) e della moglie Lea Salomon, nipote dell'imprenditore Daniel Itzig.
Fanny ebbe la possibilità di usufruire degli stessi insegnamenti dati al fratello Felix, condividendo numerosi insegnanti, fra cui Carl Friedrich Zelter. Come Felix (che nacque nel 1809), Fanny mostrò precocemente una grande abilità nel comporre musica (la sua prima composizione, scritta nel 1819, all'età di quattordici anni, è una raccolta di 12 gavotte, la cui partitura è andata perduta). I frequenti ospiti del salotto di casa Mendelssohn, negli anni intorno al 1820, fra i quali c'erano Ignaz Moscheles e Sir George Smart, erano meravigliati dal talento dei due giovani fratelli Mendelssohn.
Tuttavia, fu limitata dai pregiudizi del tempo nei confronti delle donne, pregiudizi sostenuti, pare, anche dal padre che non tollerava la sua attività di compositrice. Egli le scrisse nel 1820: "La musica forse diventerà la sua (di Felix) professione, mentre per te può e deve essere solo un ornamento". Il fratello Felix, invece, la supportava sia come compositrice che come artista, anche se era cauto (probabilmente per ragioni familiari) sull'idea che lei pubblicasse le sue opere a proprio nome. Lui comunque la aiutò ad arrangiare un certo numero di componimenti che lei pubblicò a suo nome, e lei in cambio lo aiutò con considerazioni critiche sulle sue partiture, che lui considerava molto costruttive. 
Dopo un corteggiamento durato sette anni e nonostante l'opposizione della madre, nel 1829 Fanny sposò il pittore Wilhelm Hensel, che incoraggiò la sua produzione artistica e dal quale ebbe un figlio, chiamato Sebastian in onore di Johann Sebastian Bach. In seguito, le sue opere furono sempre suonate insieme a quelle del fratello durante i concerti che si tenevano nella casa di famiglia, a Berlino.
Il suo debutto pubblico al pianoforte avvenne nel 1838, quando si esibì eseguendo il Concerto per pianoforte e orchestra n. 1, op. 25 di Felix. 
Forse il suo capolavoro più maturo è l'imponente e virtuosistico Trio in re minore op. 11, per pianoforte, violino e violoncello, in quattro movimenti (1846-1847), eseguito poco prima della sua morte, a Berlino, durante i concerti domenicali delle Henselschen Sonntagmusiken (al pianoforte, l'Autrice). Fanny scrisse in ogni caso una quantità ragguardevole di composizioni: circa 300 lieder, 150 pezzi pianistici, nonché duetti e terzetti vocali, musiche per coro e da camera, oratorî, cantate, ouvertures e brani per orchestra. Le sue opere sono oggi pubblicate soltanto in minima parte. In anni recenti, tuttavia, la sua musica è diventata più nota grazie ad esecuzioni nel corso di concerti e alla pubblicazione di CD da parte di etichette quali Hyperion e CPO, oltre che a ricerche condotte sulla creatività musicale femminile, di cui Fanny è una delle poche esponenti della prima metà del XIX secolo.
Morì il 14 maggio 1847 a causa di complicazioni seguite ad un ictus che la colpì durante le prove di un'opera sinfonico-corale del fratello, Die erste Walpurgisnacht (op. 60).

## Riconoscimenti
- Nel 1990 le hanno intitolato l'asteroide 9331 Fannyhensel.
- Da novembre 2017 la mostra permanente del museo nella casa Mendelssohn a Lipsia è stata ampliata con una sezione museale in onore del lavoro di Fanny Mendelssohn.[1]

## Curiosità della famiglia Mendelssohn
- La sorella minore di Fanny, Rebecca, sposò il celebre matematico Peter Gustav Lejeune Dirichlet (1805-1859), nato a Düren, in Germania, ma di origine belga.
- La zia Dorothea Mendelssohn, scrittrice e traduttrice, figlia maggiore di Moses, nel 1804 sposò Friedrich von Schlegel, dopo aver divorziato dal primo marito, il commerciante e banchiere Simon Veit. Nel salotto della loro casa di Jena si radunava l'élite culturale tedesca del tempo: oltre al cognato Wilhelm August von Schlegel, Ludwig Tieck, Novalis e il filosofo Friedrich Schelling. Il suo vero nome proprio era Brendel, che cambiò in Dorothea convertendosi al Cattolicesimo. Dal suo primo matrimonio nacque, tra gli altri figli, il pittore Philipp Veit.

## Opera parziale
- Trio in re minore per pianoforte, violino e violoncello op. 11. Clara Wieck Trio. CD BR 100 094 (1990); con il Trio in sol minore op. 17 di Clara Schumann.
- Quartetti per archi (Fanny & Felix Mendelssohn). Quatuor Ebène, CD Virgin Classics, 2013.
- Sonata in sol minore (e altri brani pianistici). Béatrice Rauchs, piano. (Etichetta BIS, 2003).
- "Keine von der Erden schönen" - Lieder scelti (CD Querstand, 2000).
- Lieder. Julianne Baird, Soprano - Keith Weber, fortepiano (CD Newport Classic, 2003).
- Frühe französische Lieder für Singstimme und Gitarre. Duo Arcadie (CD Ars Produktion, 2009).
- Das Jahr. Lauma Skride, piano (CD Sony Classical, 2007).
- Sonate in Do & in Sol minore. Eather Schmidt, piano (CD Naxos, 2010).